# EroFame
eroFame és una convenció comercial per al mercat eròtic. Avui, eroFame és l'esdeveniment B2B líder a tot el món per a la indústria eròtica, que atrau més de 200 expositors nacionals i internacionals en la seva última instal·lació. La convenció de comerç internacional se centra en productes i serveis del mercat eròtic i del segment de l'estil de vida, incloses les joguines per a adults i els accessoris eròtics, però també la llenceria i altres productes que només tenen poc a veure amb la indústria hardcore.
Des del 2010, eroFame també ha estat la plataforma per a la presentació dels Erotixxx Awards anuals.

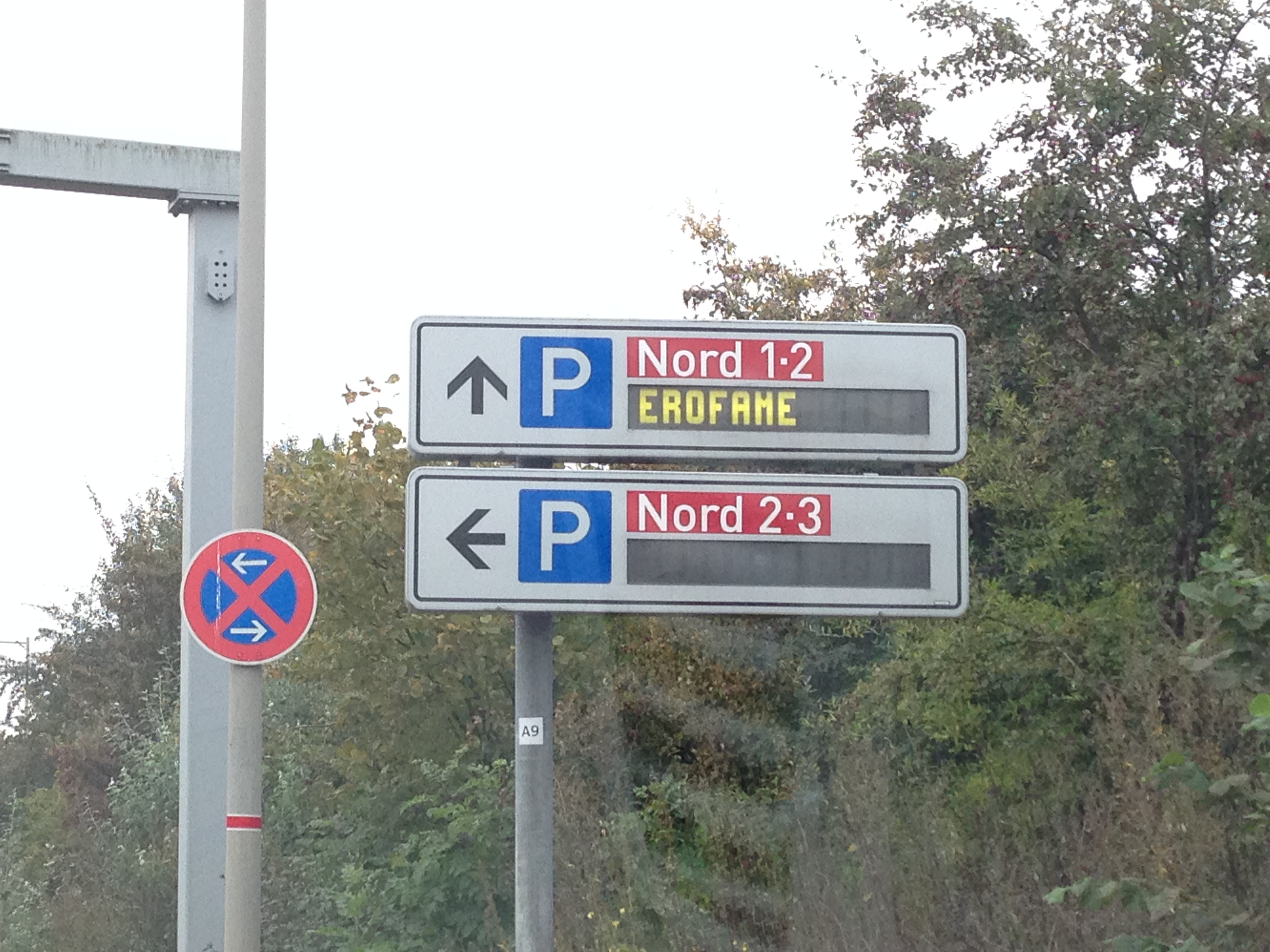
Senyal de l'eroFame

## Història
eroFame va tenir lloc per primera vegada a la Metropolishalle dels estudis Babelsberg a Potsdam prop de Berlín, l'octubre de 2010. A causa de l'augment del nombre d'expositors i del creixent interès entre membres comercials, la convenció comercial b2b es va traslladar a la ubicació actual a la capital de la Baixa Saxònia de Hannover l'any següent. Des del 2011, eroFame té lloc al Recinte firal de l'Expo a Hannover, el recinte firal més gran del món.

## Desenvolupament i números d'expositors
Quan eroFame es va estrenar el 2010, els organitzadors van acollir 93 empreses expositores. L'octubre de 2011, el nombre d'expositors al recinte firal de Hannover ja havia augmentat fins a 116. Pel 2012 unes 165 empreses van reservar un estand de fira. L'any 2013 un total de 191 expositors van presentar els productes als visitants
L'any 2014 ja hi ha més expositors reservats d'estands, com en anys anteriors.

## El comitè d'exposicions internacionals
El comitè d'exposició internacional està format per les empreses següents:
- JOYDIVISION international AG, Germany / USA
- Orion Versand GmbH & Co. KG, Germany
- Pjur group S.A., Luxembourg
- Scala 2.0 B.V., Netherlands
- Schneider & Tiburtius GmbH, Germany

La convenció és organitzada per Mediatainment Publishing eroFame GmbH.